# Araing
Pour les articles homonymes, voir Araing (homonymie).
L'Araing est une rivière du sud-ouest de la France, en région Occitanie, dans le département de l'Ariège. C'est un affluent droite de l'Isard, ou ruisseau des Pugues, donc un sous-affluent de la Garonne par le Lez et le Salat.

## Géographie
De 4,6 km de longueur, l'Araing prend sa source dans les Pyrénées sur le flanc Est du pic de Crabère en Ariège sur la commune de Sentein, passe dans l'étang d'Araing et se jette dans l'Isard en rive droite sur la commune d'Antras.

### Communes traversées
Dans le seul département de l'Ariège, l'Araing traverse les deux seules communes de Sentein (source), Antras (confluence).
L'Araing prend source et conflue dans le même canton du Couserans Ouest, dans l'arrondissement de Saint-Girons.

### Bassin versant
L'Araing traverse une seule zone hydrographique « le ruisseau des Pugues » (O041) de 25 km2 de superficie. Ce bassin versant est constitué à 95,31 % de « forêts et milieux semi-naturels », à 3,43 % de « territoires agricoles », à 1,72 % de « surfaces en eau ». 

## Affluents
L'Araing a sept petits ruisseaux répertoriés, dont deux ont des sous-affluents. 

### Rang de Strahler
Donc son rang de Strahler est de trois.

## Aménagement et écologie

### Accès
La vallée de l'Araing permet d'accéder au refuge de l'étang d'Araing et au pic de Crabère.

### Étang d'Araing
Le barrage d'Araing, de type poids, a été construit en 1935 avec les pierres prises à proximité. Il a une longueur de 230 mètres et une capacité de 8,44 millions de m3 d'eau. Ce lac artificiel est géré par EDF.